# Nicholasville
Nicholasville é uma cidade localizada no estado americano de Kentucky, no Condado de Jessamine.

## Demografia
Segundo o censo americano de 2000, a sua população era de 19.680 habitantes.
Em 2006, foi estimada uma população de 24.791, um aumento de 5111 (26.0%).

## Geografia
De acordo com o United States Census Bureau tem uma área de
22,1 km², dos quais 22,0 km² cobertos por terra e 0,1 km² cobertos por água. Nicholasville localiza-se a aproximadamente 269 m acima do nível do mar.

## Localidades na vizinhança
O diagrama seguinte representa as localidades num raio de 28 km ao redor de Nicholasville.